# Chiesa di San Francesco e Santuario dell'Immacolata
La chiesa di San Francesco e Santuario dell'Immacolata, meglio nota come "chiesa di San Francesco", è una delle chiese della parte antica di Caltanissetta, collocata nel quartiere Angeli.

## Storia
La chiesa dell'Immacolata dei padri minori Conventuali, venne edificata, per manifesta volontà dell'autorità Comunale e dagli abitanti nel 1508. Il sacro edificio a tre navate, si caratterizza per la semplicità delle decorazioni del suo interno, che lo stesso ha acquisito a seguito di numerosi rimaneggiamenti. Fra questi è opportuno ricordare quello effettuato nel 1832, anno in cui su disegno dello scultore Giuseppe Frattallone si corressero le linee architettoniche del tempio. Affinché lo stabile acquisti l'attuale aspetto si dovrà, tuttavia, attendere il 1852, quando il plasticista Bernardo Sesta da Serradifalco e i fratelli Giangreco, ne accrebbero gradevolmente le decorazioni. La chiesa retta, sin dalla sua edificazione, dai frati venne nel 1866, a seguito della soppressione degli ordini religiosi, ceduta al Comune, pur restando aperta la culto sotto l'amministrazione di due monaci. Nel giugno del 1906 l'ultimo frate, il nisseno Vincenzo Valenza, cedette il posto al Canonico Pulci che, in qualità di primo rettore, lo mantenne fino al 1914. Al suddetto nello stesso anno subentrò il Canonico Amico e, infine, nel 1951 Mons. Salvatore Calafato alle cui amorevoli cure il tempio è ancora oggi posto. L'ironia della sorte volle proprio che, appena qualche mese dopo l'insediamento di questi, un evento atmosferico mise a serio rischio la staticità dello stabile, e di conseguenza, la tradizionale processione che è solita verificarsi nel mese di dicembre, quando il simulacro argenteo dell'Immacolata custodito nella Cattedrale, è esposto in detto luogo fino alla domenica infra ottava. In extremis si decise poi di condure il prezioso fercolo presso la Chiesa di San Domenico.

## Descrizione
La chiesa si presenta con un prospetto in pietra arenaria, un grande portone verde al centro e a destra una torre campanaria e una seconda porticina anch'essa verde. Ha un piccolo rosone nella facciata e sotto di esso una statua raffigurante la Vergine Immacolata. L'interno è suddiviso in tre navate. Al suo interno tra le tante opere ricordiamo la statua del Redentore che sfilava in processione fino al 1914 (poi sostituita da quella di Giuseppe Malecore, conservata tuttora in Cattedrale) e anche una preziosa statua raffigurante Sant'Agnese del napoletano Francesco Biangardi.

### Antingresso
|  | Nome                                                               |
|  | ------------------------------------------------------------------ |
|  | San Francesco                                                      |
|  | San Giuseppe da Copertino                                          |
|  | Santi Francesco d'Assisi e Giuseppe da Copertino                   |
|  | Motto "Deus lo vult"                                               |
|  | Targa commemorativa per l'innalzamento a santuario dell'Immacolata |

### Navata destra
|  | Nome                                     | Artista                             | Anno di realizzazione |
|  | ---------------------------------------- | ----------------------------------- | --------------------- |
|  | San Pasquale Baylon                      |                                     |                       |
|  | Sant'Agnese                              | Francesco Biangardi                 | 1900                  |
|  | San Francesco                            |                                     |                       |
|  | Cristo Redentore                         | Ditta "Rosa Zanazio"                | 1900                  |
|  | Addolorata                               |                                     |                       |
|  | Santa Lucia, San Giovanni e Sant'Antonio | Giuseppe Frattallone (Sant'Antonio) |                       |

### Navata sinistra

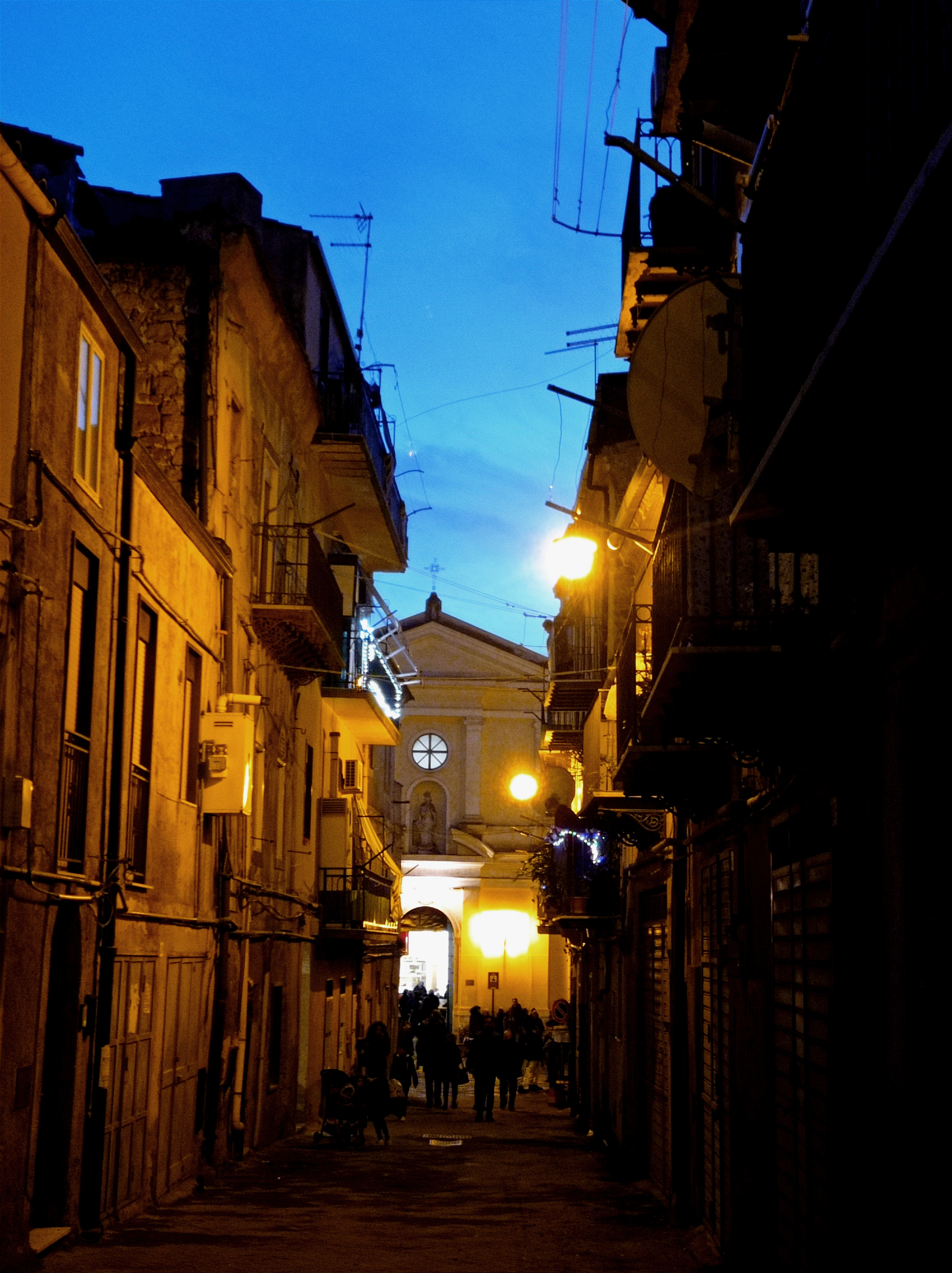
La chiesa vista da via San Francesco

|  | Nome                |
|  | ------------------- |
|  | San Vito            |
|  | Madonna del Rosario |
|  | Crocifisso          |
|  | Sacro Cuore         |

## Festa dell'Immacolata
Ogni anno l'8 dicembre, secondo la religione cattolica, si celebra l'Immacolata Concezione. In questo giorno viene portata in processione la statua dell'Immacolata dalla Cattedrale fino appunto al santuario. La processione ha generalmente inizio intorno alle 16:30 e arriva al Santuario circa un'ora dopo. Prima dell'inizio del corteo i vigili del fuoco del comando di Caltanissetta posizionano sulla facciata della Cattedrale una ghirlanda di alloro per rendere omaggio alla Regina dei cieli. All'arrivo del simulacro davanti alla porta principale della chiesa prende la parola il vescovo per i ringraziamenti e gli auguri, subito dopo ha inizio la cosiddetta maschiata, ovvero iniziano ad essere lanciati in aria i fuochi d'artificio. Una volta finiti la statua viene portata all'interno del simulacro per due settimane, poi verrà riportata in Cattedrale.